# Dulce de batata

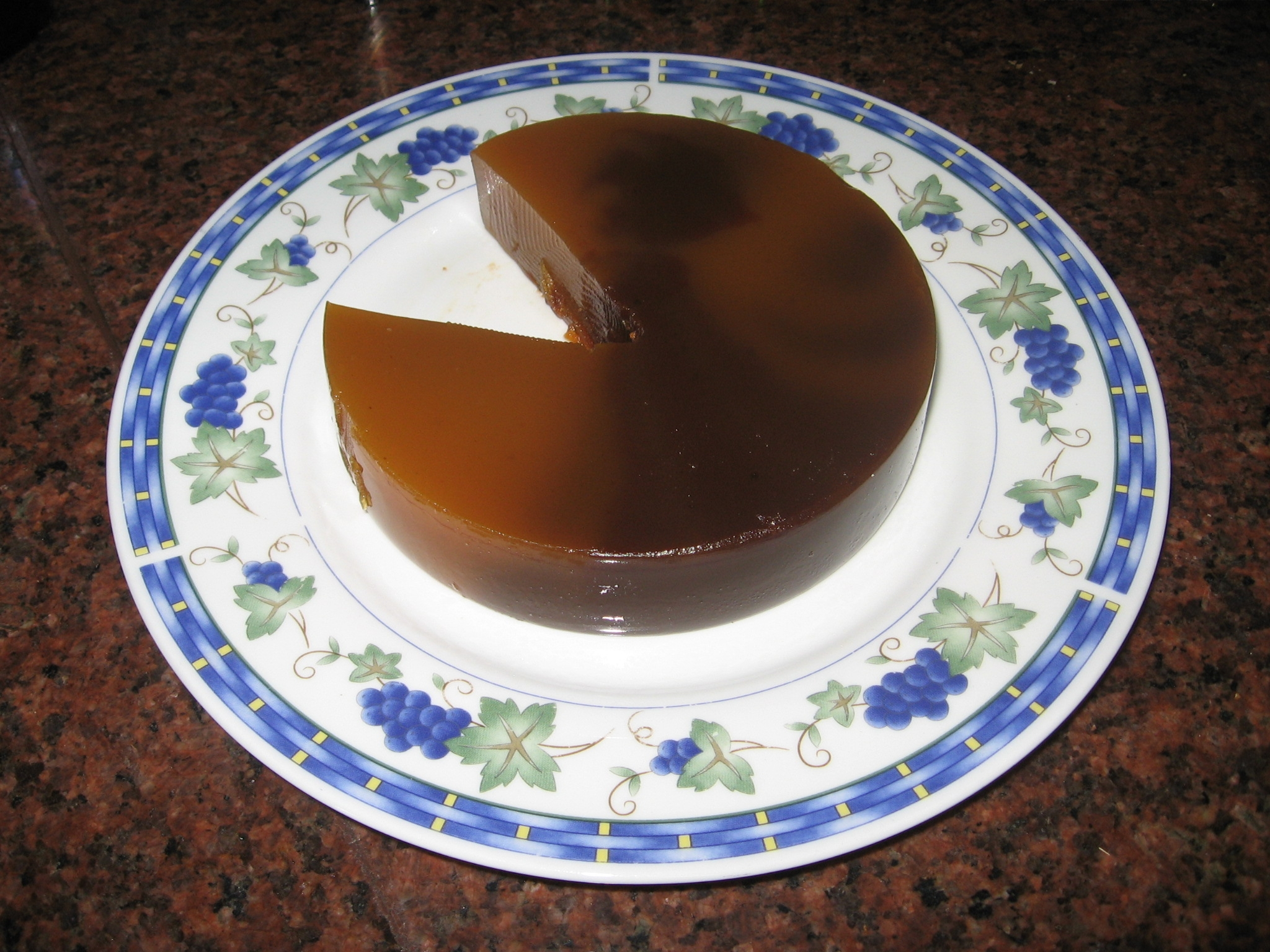
Dulce de batata con chocolate

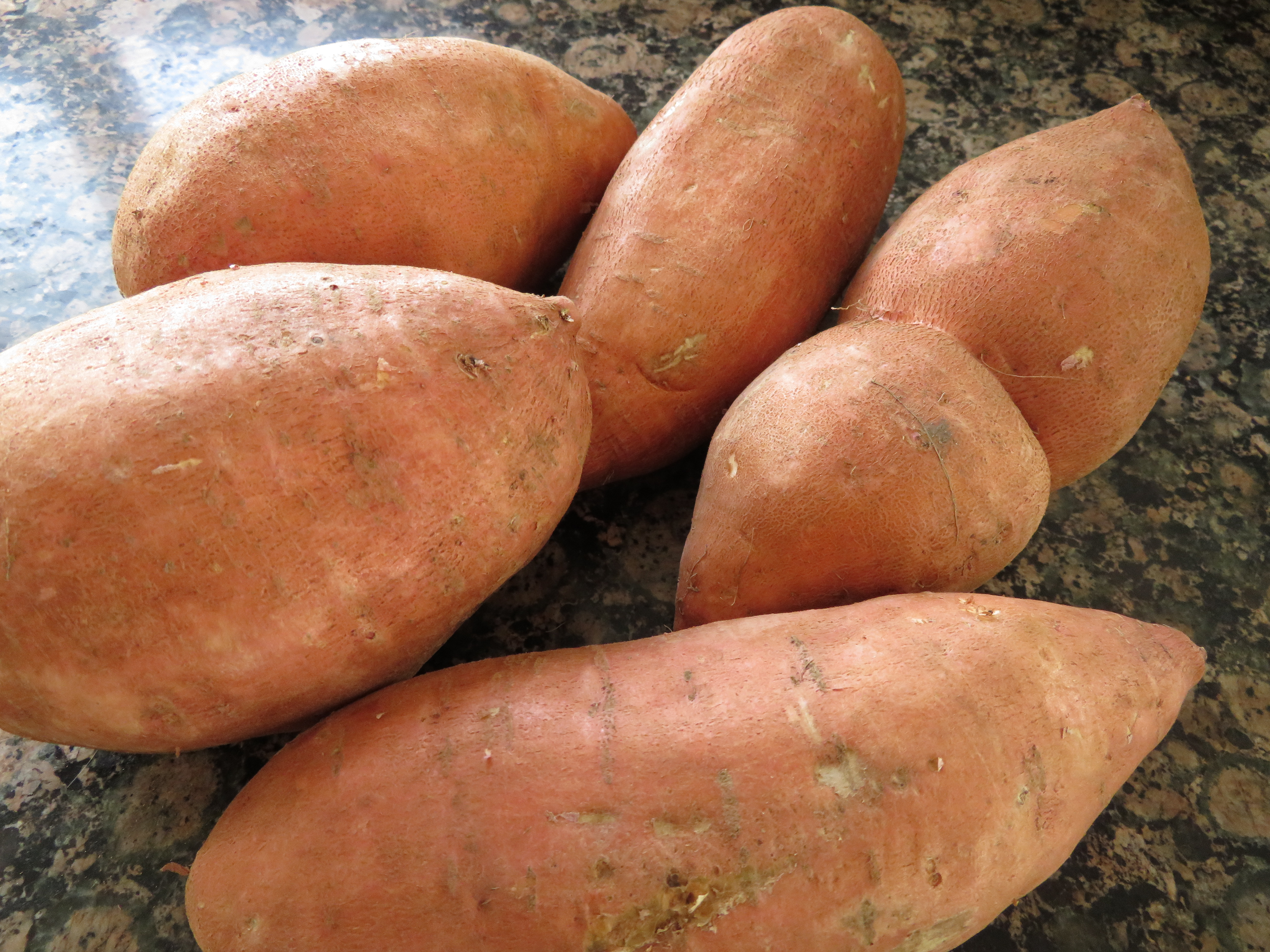
Batatas crudas

El dulce de batata, boniato o boñato es un tipo de dulce de molde tradicional de la gastronomía argentina, paraguaya y uruguaya hecho a base de batata o boniato. Es sólido y de color anaranjado oscuro. Hay también variedades con chocolate o con cerezas. Tradicionalmente se comercializa en latas redondas.
Es uno de los ingredientes del postre vigilante, donde se acompaña con una rodaja de queso. Su empleo es un tanto mayor en Argentina, ya que en Uruguay es ocasional y se prefiere el dulce de membrillo. 
En Argentina se lo utiliza también en una variante de la pasta frola o Pastafrola que, aunque tradicionalmente se hace con dulce de membrillo, también como variante se la puede hacer con dulce de batata.
Una variante de este dulce se puede apreciar en la primera imagen y es cuando se combina con chocolate, formando un marmolado que se conoce como batacho, portmateau de batata y chocolate.
Otra curiosidad, es la proto-conjuncion del término en el español uruguayo, y la preservación de la raíz batata, en lugar de boñato para los demás casos, incluso para los cascos, los cuales se conocen como dulce de boñato o boñatos en almíbar.
También se prepara en Venezuela, donde se mezcla con leche de coco y raíz de jengibre y se lo conoce como "Juan sabroso".